# ¡Desastre!
¡Desastre! es una historieta publicada en 1997 del dibujante de cómics español Francisco Ibáñez perteneciente a la serie Mortadelo y Filemón. Ibáñez vuelve a tratar el tema del calentamiento global y, más tarde, volvería a retomarlo en Los verdes.

## Trayectoria editorial
Firmada en 1996 y publicada en 1997 en el n.º 130 de la Colección Olé.

## Sinopsis
El malvado científico loco Doctor Catastrófez le está haciendo chantaje al gobierno: Amenaza con destruir el país gracias a un cacharro de su invención capaz de provocar graves desastres naturales, tales como huracanes, erupciones volcánicas, terremotos, etc. si no se accede a sus deseos.
Mortadelo y Filemón deberán evitar, con la ayuda del profesor Bacterio y sus inventos, que el doctor Catastrófez (junto con su ayudante Becerrosky) se salgan con la suya, protegiendo a los ciudadanos de los diversos desastres.

## Curiosidades
La inspiración para este álbum puede deberse al gran número de estrenos cinematográficos con argumentos de desastres naturales que se sucedieron en esos años, tales como Twister, Pánico en el Túnel, Un Pueblo llamado Dante's Peak o Volcano.